# Dmitri Vladimirovitch Golitsyne
 (janvier 2018).
Pour les articles homonymes, voir Golitsyne.
Le prince Dmitri Vladimirovitch Galitzine [également dit Golitsyne] (en russe : Дми́трий Влади́мирович Голи́цын) né le 29 octobre 1771 et mort le 8 avril 1844 à Paris) est un aristocrate russe qui fut général de cavalerie, gouverneur militaire de Moscou, écrivain et théoricien militaire.

## Famille
Il est le fils du prince Vladimir Borissovitch Galitzine (ou Golitsyne) et de son épouse, née comtesse Nathalie Tchernychova et descend de Gediminas, un des premiers grands-ducs de Lituanie.
Il est le frère de la comtesse Catherine Vladimirovna Apraxine (1770-1854), de la comtesse Sophie Vladimirovna Stroganov (1774-1845) et du prince Boris Vladimirovitch Galitzine (1769-1813).

## Études et début militaire
En 1781, il voyage en Allemagne et en France. Vers le milieu de années 1780, sa famille s’installe en France, où le prince termine ses études. La Révolution française de 1789, dont il vit les premiers événements, le force à retourner en Russie, où il embrasse la carrière des armes. Catherine II occupe alors le trône. Entré dans le régiment de la garde à cheval, le prince Galitzine se trouve, avec le célèbre général Souvorov à la bataille de Praga, ainsi que son frère Boris le 4 novembre 1794. Il fait preuve d’un grand courage et gagne sa première décoration, l’ordre de Saint-Georges (3e classe).
Pendant le règne de Paul Ier il monte rapidement en grade, d’abord promu colonel, le 2 mai 1797, puis le 5 août 1798 major-général, et finalement lieutenant-général, le 21 août 1800. Il reçoit l’ordre de Sainte-Anne (1re classe) et devient commandeur de l’ordre de Saint-Jean de Jérusalem (Russie impériale) (2e classe). À 28 ans il commande le régiment de cuirassiers à Mittau. En cette occasion, il entre dans l’intimité de Louis XVIII.

## Guerres napoléoniennes

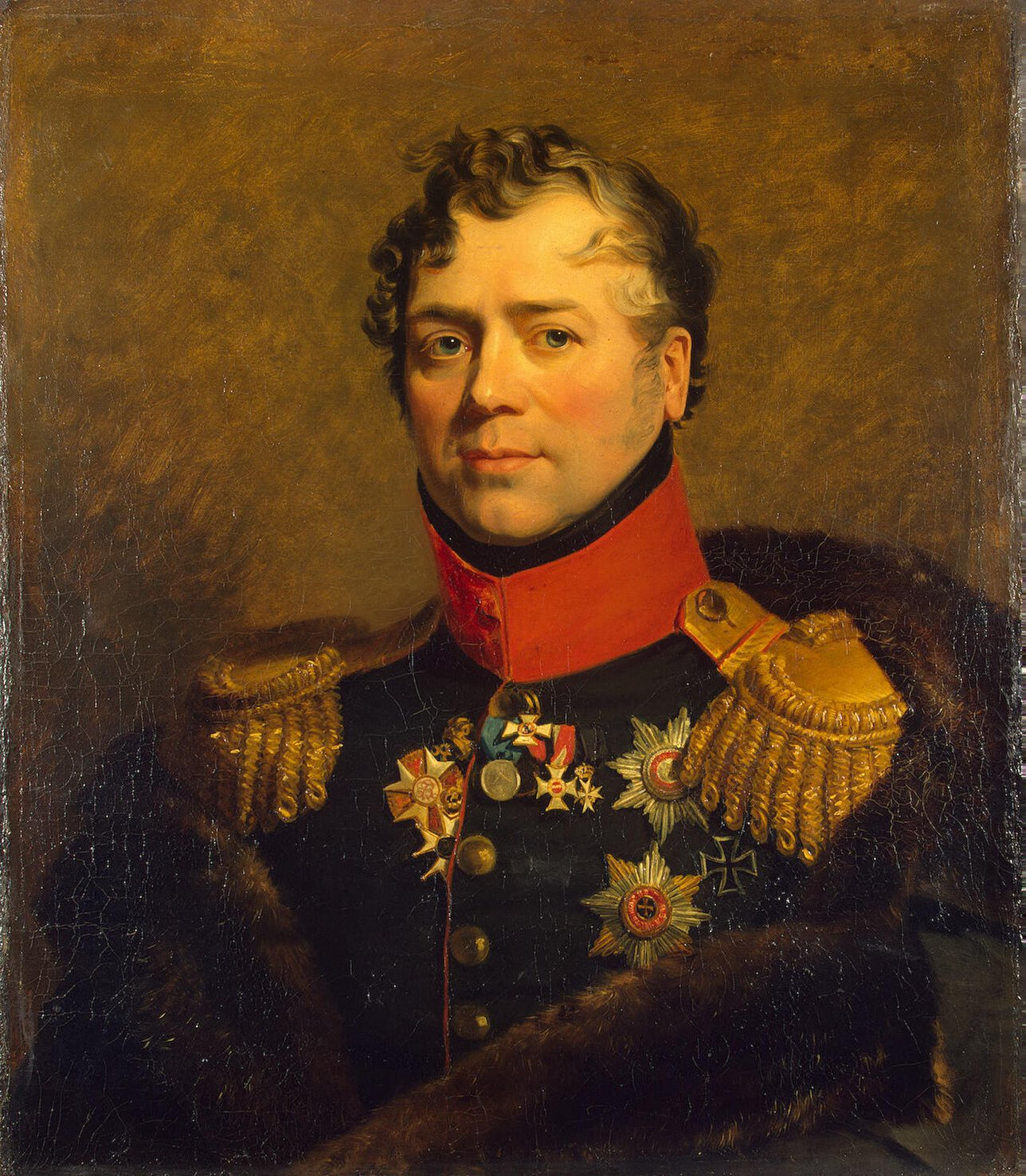
Portrait par George Dawe de la galerie militaire au musée de l’Ermitage.

Lorsque la Russie associe ses armes à celles de la Prusse contre Napoléon, Galitzine combat bravement. En 1805, pendant la guerre de la Troisième Coalition, son régiment commence la campagne dans les corps du comte Bennigsen en Silésie. Le 26 décembre 1806 il mène courageusement la 4e division à la bataille de Golymin, où il obtient (le 21 janvier 1807) la Croix de saint Georges. Ce succès, et celui de Bennigsen à la bataille de Pułtusk stoppent l’avance des Français.
Après cela, le prince Galitzine commande la cavalerie de l’aile gauche et prend part à toutes les actions : à Eylau, Heilsberg, Friedland et à plusieurs autres actions où il se signale par ses talents militaires et son intrépidité. Il obtient le 18 mai 1807, l’ordre de Saint-Vladimir (1re classe) et l’ordre de l'Aigle rouge (1er classe), puis le 25 juin, la distinction suprême du royaume de Prusse : l’ordre de l'Aigle noir et une épée d’or avec diamants avec l’inscription « Pour le courage ».
Il fait encore la campagne de Finlande en 1809, la campagne de Russie de 1812 et de 1813, où il commande un corps de grosse cavalerie. Il est à la bataille de Leipzig, et se trouve mêlé à toutes les opérations militaires de la campagne de 1814. D’une ardeur infatigable, il est constamment sur le champ de bataille, à Champaubert, Montmirail. Après la prise de Paris, le 2 avril 1814, l’empereur Alexandre lui confère le titre de général de cavalerie.

## Carrière politique
Le 6 janvier 1820, le prince Galitzine est nommé gouverneur militaire de Moscou (ru). Son administration laisse les traces de sa capacité et de la sollicitude avec laquelle il embrasse tous les intérêts confiés à sa garde. Les Français résidant à Moscou sont l’objet de la protection spéciale du gouverneur général.
En 1832, lors de l’épidémie de choléra, son dévouement et sa conduite furent tels que la ville lui fit ériger un monument. L'empereur Nicolas Ier l’éleva à la dignité de membre de l’ordre de Saint-André.
Le 16 avril 1841, Nicolas Ier lui confèra le titre d’altesse sérénissime.

## Retraite
Le prince quitte la Russie en mai 1843 et se rend aux eaux de Carlsbad, puis de là à Paris, où il meurt le 8 avril 1844. Il louait un hôtel particulier au numéro 6 de la rue Saint-Fargeau à Paris .

## Descendance
Marié à la princesse Tatiana V., née princesse Vassiltchikov (1783 - 1841), le prince Galitzine est le père de quatre enfants : 
- la princesse Ekaterina D. (1801 - 1877) mariée au prince Nicolaï V. Dolgoroukov ;
- la princesse Natalia D. (1803 - 1880) mariée au comte Nicolaï A. Protassov (1798 - 1855) ;
- le prince Vladimir D. (1816 - 1888) marié à la princesse Maria M. Galitzine née Pachkov (descendance éteinte) ;
- le prince Boris D. (1819 - 1878) marié à la princesse Ekaterina V. Galitzine, fille du comte Vassili Vassilievitch Levachov, qui donna naissance à trois enfants.

Les enfants du prince Boris Dmitrievitch Galitzine et de la princesse Ekaterina V. Galitzine sont :
- la princesse Eudoxie B. Galitzine (1848 - 1910) mariée au comte Sergueï A. Cheremetiev ;
- la princesse Tatiana B. (1849 - 1850) ;
- le prince Dmitri B. Galitzine (1851 - 1920) marié à la princesse Élisabeth V. Galitzine, née comtesse Moussine-Pouchkine, qui donna naissance à cinq enfants.

Les enfants du prince Dmitri Borissovitch Galitzine (Голицын, Дмитрий Борисович) et de la princesse Elisabeth sont : 
- la princesse Varvara (1885 - 1885) ;
- la princesse Ekaterina  (1889 - 1936) mariée au comte Georges A. Cheremetiev ;
- le prince Boris marié à la comtesse Maria von Carlow, fille du duc Georges-Alexandre de Mecklembourg-Strelitz (1859-1909), qui donna naissance à : le prince Dmitri B. Galitzine (1917 - 1944) et à la princesse Natalia B. Galitzine (1920 - 2016) mariée à Nigel Heseltine ;
- la princesse Eudoxie B. Galitzine (1893 - 1964) ;
- le prince Vladimir B. Galitzine (1902 - 1990) marié à Élisabeth Moussine-Pouchkine, fille du comte Vladimir Moussine-Pouchkine, qui donna naissance à deux enfants.

## Œuvres
Il écrivit de nombreux livres dont :
- Essai sur le 4e livre de Végèce (1790)
- Manuel du volontaire en campagne (1794)
- Опыт наставлений, касающийся до экзерсиций и манёвров кавалерийского полка (1804)